# 巴勒斯坦广播公司
巴勒斯坦广播公司（阿拉伯语：‎）是巴勒斯坦的国营广播机构，总部位于约旦河西岸拉姆安拉，成立并开播于1994年7月1日。

## 历史
1994年7月1日，巴勒斯坦广播公司成立。首任负责人为法塔赫活跃人士、时任巴勒斯坦总统阿拉法特的亲信拉德万·阿布·阿亚什。1994年，巴勒斯坦广播公司在加沙地带开始了巴勒斯坦首次电视广播。美国政府曾对巴勒斯坦广播公司进行资助，直到1998年为止。
2002年2月19日，以色列国防军用炸药摧毁了巴勒斯坦广播公司的五层主楼和发射塔，以报复一名据称与法塔赫有关联的枪手杀害六名以色列人的行为，以色列官方还指责巴勒斯坦广播公司煽动反犹主义及暴力。而巴勒斯坦方面则要求以色列当局就此事赔偿1000万美元。虽然遭受重创，但巴勒斯坦广播公司仍然照常播出节目。
2009年至2014年，巴勒斯坦广播公司成为欧洲广播联盟“核准参与成员”。巴勒斯坦广播公司也曾试图成为欧广联正式会员，然而因为当时巴勒斯坦国还未成为一些“其它必要的国际组织”（英語：Required other international organisations）的成员而被拒绝。

## 频道
巴勒斯坦之声（阿拉伯语：‎）
广播频率。1993年之前称为“巴勒斯坦革命之声”。节目以新闻、音乐、体育及生活信息为主。
巴勒斯坦卫星频道（阿拉伯语：‎）
电视频道。1994年开播，1999年上星播出，24小时免费阿拉伯语综合频道。